# Wolfgang Weber
Wolfgang Weber (Schlawe, 1944. június 26. –) világbajnoki ezüst- és bronzérmes nyugatnémet válogatott német labdarúgó, hátvéd, edző.

## Pályafutása

### Klubcsapatban
Az SpVgg Porz csapatában kezdte a labdarúgást. 1963 és 1978 között az 1. FC Köln játékosa volt, ahol két bajnoki és három nyugatnémet kupagyőzelmet szerzett a csapattal. 1978-ban vonult vissza az aktív labdarúgástól.

### A válogatottban
1964 és 1974 között 53 alkalommal szerepelt a nyugatnémet válogatottban és két gólt szerzett. Tagja volt az 1966-os világbajnoki ezüstérmes csapatnak Angliában és az 1970-es világbajnoki bronzérmes csapatnak Mexikóban. 1966-ban a világbajnoki döntőn a rendes játékidő utolsó percében ő szerezte az egyenlítő gólt, amivel 2–2 lett az állás és hosszabbítás következett, melyben végül 4–2-re kikapott a nyugatnémet válogatott.

### Edzőként
1978 és 1980 között a Werder Bremen vezetőedzője volt.

## Sikerei, díjai
NSZK
- Világbajnokság
  - ezüstérmes: 1966, Anglia
  - bronzérmes: 1970, Mexikó

 1. FC Köln
- Nyugatnémet bajnokság (Bundesliga)
  - bajnok: 1963–64, 1977–78
  - 2.: 1962–63, 1964–65, 1972–73
- Nyugatnémet kupa (DFB-Pokal)
  - győztes: 1968, 1977, 1978
  - döntős: 1970, 1971, 1973